# Her Jong-chau
Her Jong-chau (chinesisch 何仲超,* 5. Januar 1946) ist ein ehemaliger taiwanischer Radrennfahrer.

## Sportliche Laufbahn
Her Jong-chau war im Straßenradsport aktiv. Er war Teilnehmer der Olympischen Sommerspiele 1964 in Tokio. Im olympischen Straßenrennen kam er auf den 86. Platz. Im Mannschaftszeitfahren wurde das Team aus Taiwan 25. des Rennens.